# Jarosław Fojut
Jarosław Fojut (* 17. Oktober 1987 in Legionowo), Spitzname Jarek, ist ein polnischer ehemaliger Fußballspieler.

## Karriere
Der Pole wird in England auch „The Butcher“, zu deutsch der Metzger genannt. Der Grund für diesen Spitznamen ist seine sehr harte Spielweise. Fojut gab sein Pflichtspieldebüt für die Bolton Wanderers im Jahr 2006 gegen den FC Watford in der dritten Runde des FA Cups. Das Debüt in der englischen Premier League gab der Innenverteidiger ebenfalls in der Saison 2006/07 gegen den FC Portsmouth. Jedoch konnte er sich auch nach zwei Leihgeschäften in die League One nicht durchsetzen, weshalb er Bolton im Januar 2009 in Richtung Śląsk Wrocław verließ, wo er einen Vertrag bis Mitte 2012 unterschrieb. Nachdem er in den ersten zwei Spielzeiten, auch aufgrund von Verletzungen, nur einen geringen Teil der Spiele absolvierte, wurde er ab Sommer 2010 Stammspieler.
Anfang Januar 2012 wurde bekannt, dass Fojut seinen Vertrag bei Śląsk Wrocław nicht verlängern und im Sommer ablösefrei zu Celtic Glasgow wechseln wird. Dort unterschrieb er einen Vertrag bis Mitte 2015. Nach einem Bänderriss im Knie im April 2012 und weiteren Untersuchungen in London gab Celtic im Mai bekannt, dass der Transfer deswegen nicht zustande kommen würde. Seit Anfang Juli 2012 war er daher vereinslos. Nach knapp sechs Monaten wurde er zur Saison 2013 vom norwegischen Erstligisten Tromsø IL verpflichtet. Er unterschrieb einen Vertrag bis Ende Juni 2015. In 2 Saisons absolvierte er 27 Ligaspiele und erzielte 2 Tore. Nachdem Tromsø IL in der Saison 2014 abgestiegen ist, verließ er den Verein in Richtung Schottland und unterschrieb einen 2-Jahres-Vertrag mit Dundee United.
Ab 2015 war er vier Jahre für Pogon Stettin in seiner polnischen Heimat am Ball, bevor er für zwei letzte Spielzeiten mit wenigen Einsätzen bei Wisła Płock und Stal Rzeszów unter Vertrag stand.

## Nationalmannschaft
Mit der polnischen U19-Nationalmannschaft nahm Fojut an der U-19-EM 2006 in Polen teil und mit der polnischen U20-Nationalmannschaft an der U-20-WM 2007 in Kanada.

## Erfolge
- Polnischer Ligapokalsieger (2009)
- Polnischer Meister (2012)